# ليفاذيا
ليفاذيا: (باليونانية: Λιβαδειά)، (بالإنجليزية:Livadeia)، مدينة يونانية تقع في وسط البلاد ضمن منطقة ستيريا إلاذا الإدارية، وهي مركز مقاطعة بيوتيا (فيوتيا) إحدى مقاطعات هذه المنطقة الإدارية.

## الموقع، التسمية والسكان
تقع المدينة في وسط اليونان، على ارتفاع 200 م عن مستوى سطح البحر على السفوح الشمالية لجبل هليكون مطلة من الشرق على سهل كوبايس الواسع والتي كانت تشكله بحيرة كوبايس المجففة في القديم. 
يمر بالمدينة نهر هيركينا الصغير، أحد روافد نهر كيفيسوس ضمن سهل كوبايس.
تبعد عن أثينا مسافة 133 كيلومتر، ويبلغ عدد سكان المدينة حوالي 22,000 نسمة.
يعتقد أن اسم المدينة يعود إلى رجل أثيني يدعى ليفادو (Levado) كان قد أسس المدينة في العصور الكلاسيكية.

## التاريخ
تبعاً للتقاليد يعتقد أن المدينة كانت تسمى ميذيا (Mideia) في القدم، ولكن اسمها أصبح ليفاديا على اسم رجل أثيني يدعى ليفاذو (Levado) كان قد انتقل مع عدد من السكان واستوطن في هذه المدينة.
كانت المدينة معروفة في الفترة الكلاسيكية بسبب عرافة تريفونيون (Trifonion)، والتي كان يزورها شخصيات كلاسيكية مشهورة، استمرت الطقوس في معبد عرافة تريفونيون حتى تم منعها من قبل ثيودوسيوس الأول.
في بداية الفترة البيزنطية تراجعت أهمية المدينة، وأصبحت مجرد مستوطنة زراعية عادية، استمر هذا الأمر حتى القرن التاسع م. حيث شهدت المدينة ككل منطقة بيوتيا نهضة اقتصادية مهمة.
سيطر عليها الفرنجة أثناء الحملة الصليبية الرابعة، ثم الكتالونيون عام 1311 م. بعد معركة كيفيسيا والتي انتصروا فيها على الفرنجة.
استولى عليها العثمانيون بدءاً من العام 1458م. وشهدت بين عامي (1684-1699) معارك ضارية بين العثمانيين والفينيسيين.
انضمت المدينة إلى ثورة اليونان على العثمانيين عام 1820 م. وكانت مركزاً لمجموعات ثورية تسمى (فيليكي إيتيريا) (Filiki Etairia) ساهمت بشكل فعال في الثورة. وقعت قرب ليفاذيا آخر معارك الثورة اليونانية عام 1821م.

## المعالم الأساسية
- بقعة كريا (Krya): وهي منطقة صخرية تقع في مركز البلدة يمر بها نهر هيركينا، حيث يشكل شلالات طبيعية، وتوجد في المكان طواحين مائية ومقاهي متنوعة.
- بقايا معبد عرافة تريفونيون، والقلعة البيزنطية.
- المسرح الأثري الصغير.
- كنيسة النبي إيليا (بروفيتيس إيلياس) الصغيرة، وحجرة قديس أورشليم الموجودة ضمن كهف نبع زودوكسو (Zoodoxou).

## متفرقات
- يجري سنوياً في المدينة في شهر أيلول/سبتمبر مهرجان يدعى تريفونيا (Trifonia) للعروض المسرحية والراقصة.
- أهم نادي كرة قدم في المدينة هو ليفادياكوس أف سي، والذي يلعب في دوري الدرجة الأولى اليوناني.
- تشتهر المدينة باحتفالاتها حسب التقاليد اليونانية القديمة بعيد الفصح، الأمر الذي يجعلها مقصداً للذين يودون قضاء فترة الفصح مع أجواء تراثية.
- نعنبر المدينة مركزاً للمواصلات، قاعدة للانطلاق إلى الأماكن الطبيعية والأثرية المجاورة مثل جبل بارناسوس، ودلفي.

## معرض صور

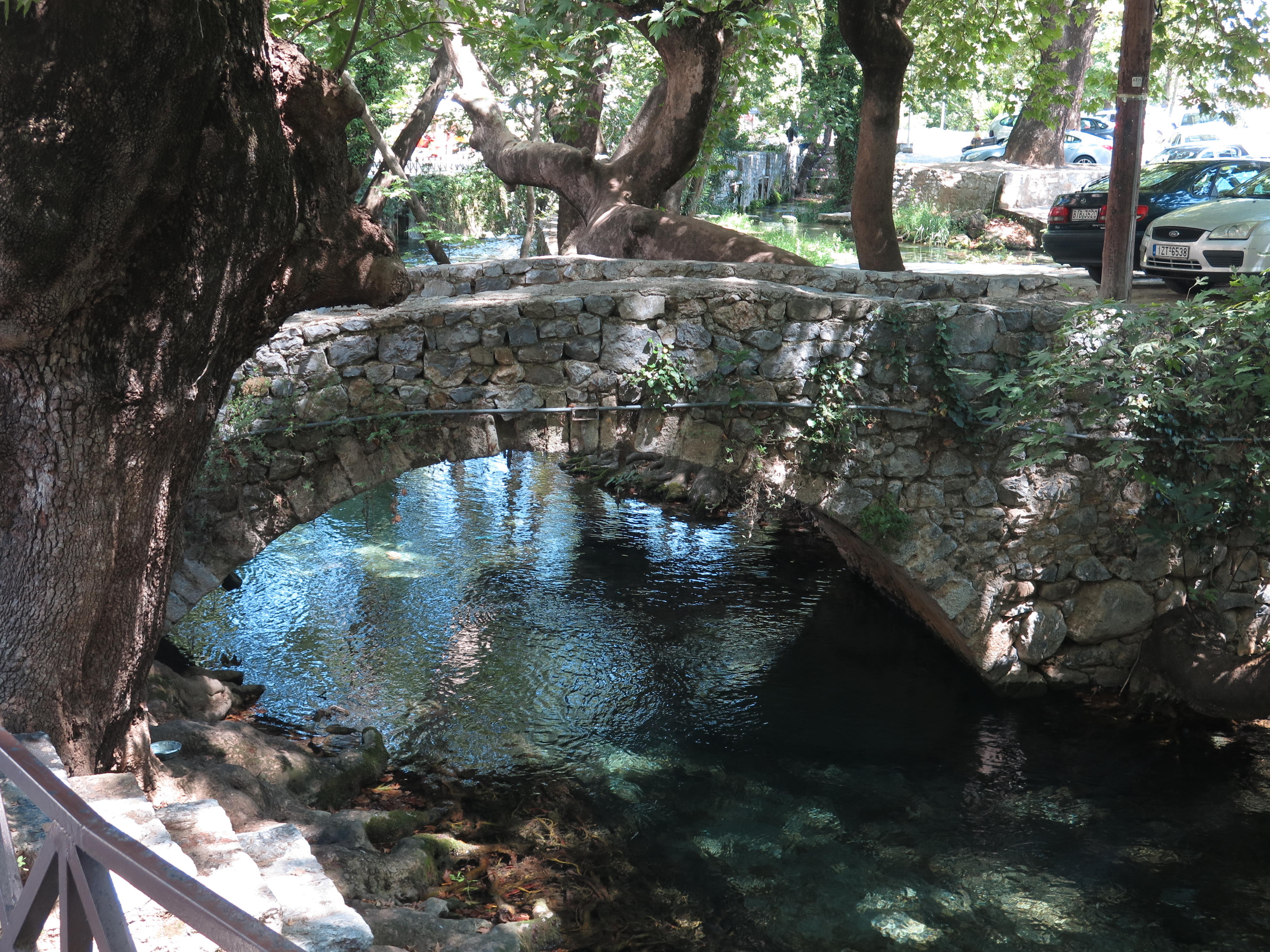
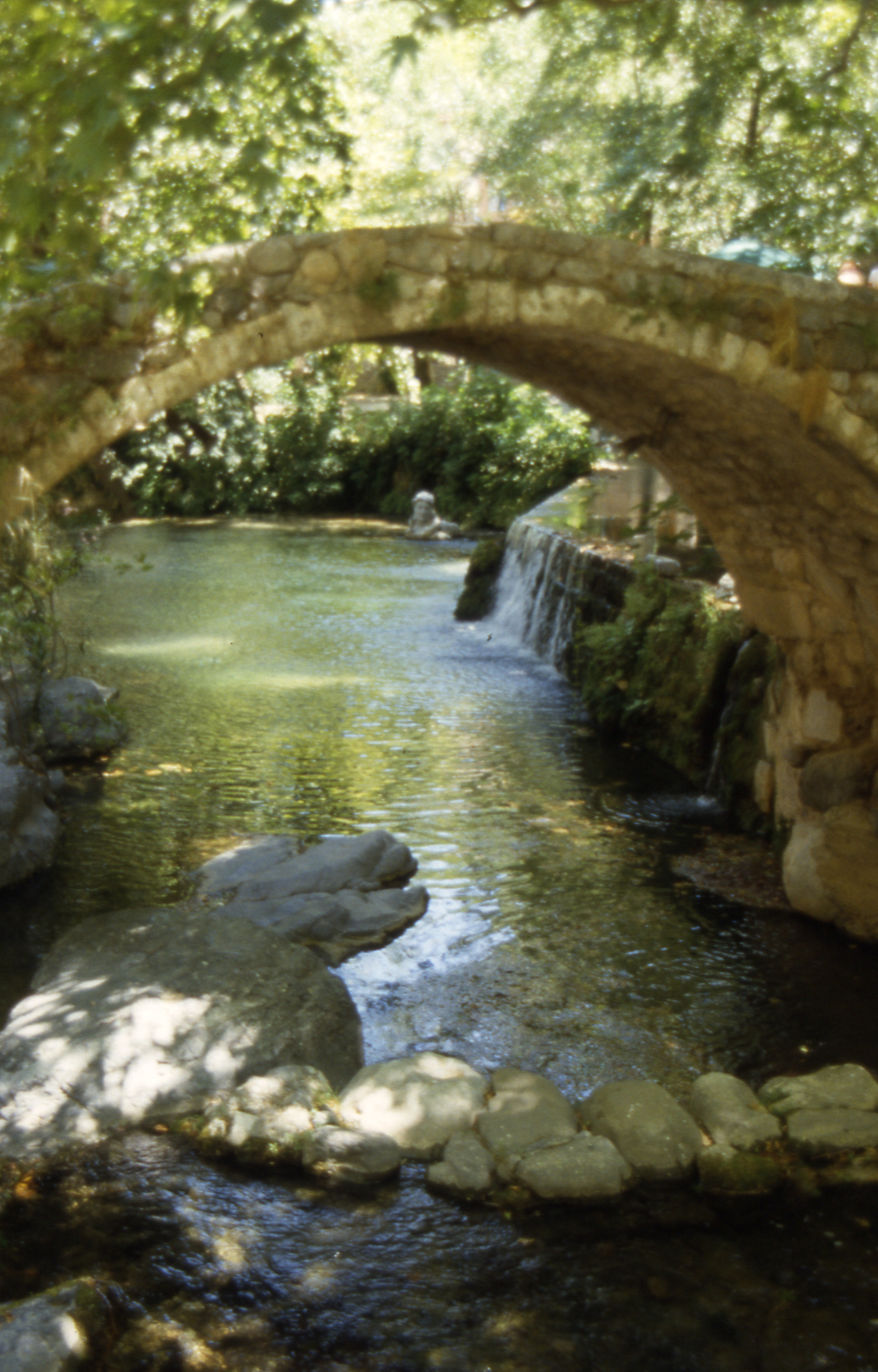
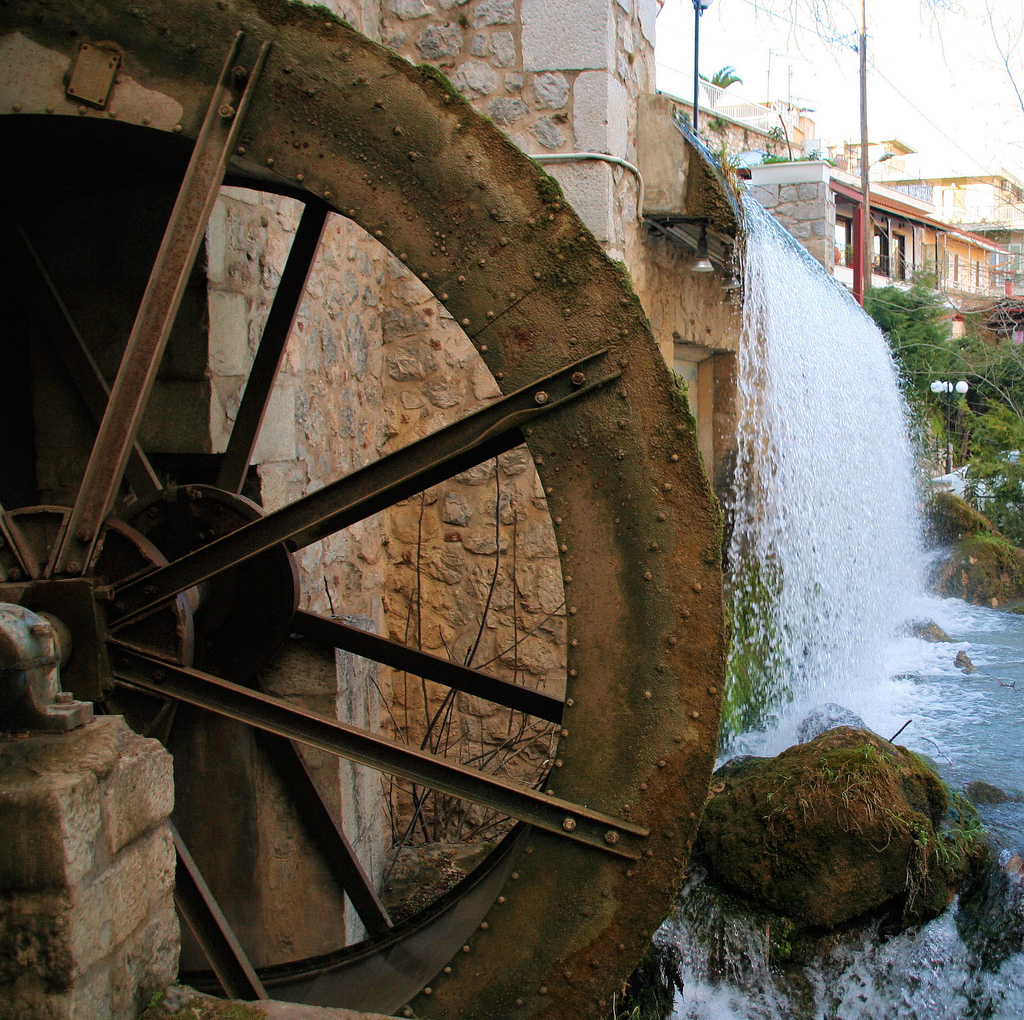
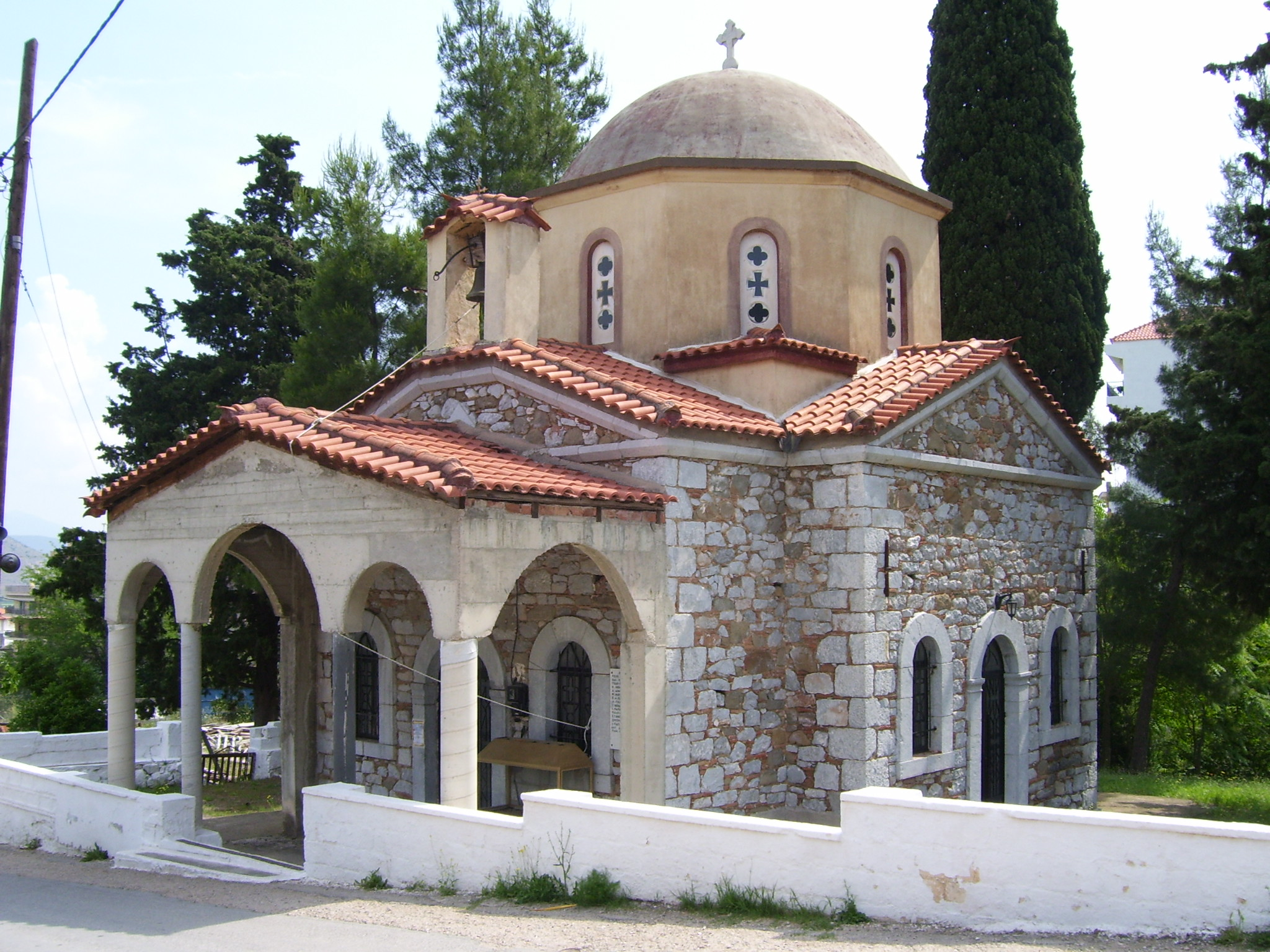